# Великобудищанська сільська територіальна громада
Великобудищанська сільська об'єднана територіальна громада — об'єднана територіальна громада в Україні, в Миргородському районі Полтавської області. Адміністративний центр — село Великі Будища.
Утворена 19 вересня 2019 року шляхом об'єднання Бобрицької, Великобудищанської, Книшівської, Мартинівської та Плішивецької сільських рад Гадяцького району.

## Населені пункти
До складу громади входять 20 сіл: Бакути, Бобрик, Броварки, Велике, Великі Будища, Вельбівка, Веприк, Воронівщина, Дучинці, Запсільське, Книшівка, Мартинівка, Могилатів, Морозівщина, Педоричі, Плішивець, Тепле, Тимофіївка, Тютюрівщина та Шадурка.